# Maria (filme de 2019)
Maria (bra: A Vingança de Maria) é um filme de ação filipino de 2019 dirigido por Pedring Lopez e escrito por Pedring Lopez e Yz Carbonell. A trama gira em torno de Maria (Cristine Reyes), uma ex-assassina contratada que agora vive uma vida familiar feliz. Mas as coisas estão prestes a mudar quando ela é vista por alguém de seu passado.
O filme foi produzido pela Viva Films em parceria com o site de streaming Netflix. Foi lançado nos cinemas de todo o país em 27 de março de 2019.

## Premissa
Maria (Cristine Reyes) é uma ex-assassina contratada que agora vive uma vida familiar feliz. Mas as coisas pioram quando seu ex-namorado e parceiro no crime, Kaleb (Ivan Padilla), a encontra e tenta devolvê-la ao que era antes.

## Elenco
- Cristine Reyes como Maria
- Germaine De Leon como Kaleb (como Ivan Padilla)
- KC Montero como Victor
- Ronnie Lazaro como Greg
- Freddie Webb como Ricardo De la Vega
- Guji Lorenzana como Bert
- Johanna Rish Tongcua como Min-Min
- Jennifer Lee como Miru
- Cindy Miranda como quarta-feira
- Andrea Del Rosario como Felicia Santiago
- Miel Manalang como Vati
- Johnny Revilla como governador Villanueva
- Ronnie Liang como gerente do clube
- LA Santos como Leo
- Enzo De Guia como amigo de Leo

## Avaliações
De acordo com Lupon sa Rebyu at Klasipikasyon ng Pelikula at Telebisyon (MTRCB), devido a várias cenas sangrentas e violentas e ao uso frequente de linguagem chula, apenas o público de dezoito (18) anos ou mais pode assistir a este filme. O MTRCB classificou o filme como R-18.